# トランスクリティカル分岐

トランスクリティカル分岐の様子を示すアニメーション。曲線が x 軸と1点で接するときに分岐が起きる。

トランスクリティカル分岐（英語: transcritical bifurcation）は、力学系における分岐の一種。安定性交替型分岐や遷臨界型分岐ともいう。安定な固定点と不安定な固定点が衝突し、安定性が入れ替わるような分岐を起こす。
トランスクリティカル分岐は、固定点近傍で起こる局所的分岐の一種で、1次元以上の系で起こる。連続力学系と離散力学系のどちらにもトランスクリティカル分岐と分類されるものがあり、連続力学系の標準形は1次元常微分方程式の
{\displaystyle {\frac {dx}{dt}}=\mu x\mp x^{2}}
で、離散力学系の標準形は1次元写像の
{\displaystyle x\mapsto x+\mu x\mp x^{2}}
で与えられる。

## 特徴
力学系には、連続的な時間で考える連続力学系と、離散的な時間で考える離散力学系がある。どちらの種類の力学系でも、トランスクリティカル分岐と見なされる分岐が存在する。力学系の分岐には、固定点（連続力学系では平衡点ともいう）の近傍の振る舞いが変化する局所的分岐と、1つの固定点の近傍に限定されない大局的な振る舞いが変化する大域的分岐がある。トランスクリティカル分岐は局所的分岐の主な例の一つで、1次元以上の系で起こり得る。ただし、多次元相空間で起こる場合でもトランスクリティカル分岐による振る舞いの変化はある1次元部分空間上に制限されており、中心多様体の理論によって1次元ベクトル場または1次元写像の分析に帰着できる。
トランスクリティカル分岐には、2つの固定点が関わる。1つの固定点は安定（源点）で、もう一つの固定点は不安定（沈点）である。パラメータを変化させると、1つの固定点がもう1つの固定点に近づいていき、衝突して通り過ぎる。したがって、トランスクリティカル分岐では固定点の数は分岐（衝突）後も変わらない。しかし、それぞれの固定点の安定性が分岐によって入れ替わる。このような2つの固定点間での安定性の交換がトランスクリティカル分岐の特徴であり、安定性交替型分岐とも呼ばれる。遷臨界型分岐や遷臨界分岐といった呼び方がされることもある。
トランスクリティカル分岐は非双曲型固定点で起こる分岐であり、連続力学系では分岐点でヤコビ行列が固有値 0 を1つ持ち、離散力学系では分岐点でヤコビ行列が固有値 1 を1つ持つ。このような分岐は連続力学系ではゼロ固有値分岐と呼ばれ、トランスクリティカル分岐はその一種である。

## 標準形・分岐図

### 連続力学系
分岐理論における標準形とは、ある種類の分岐を起こす具体的で簡単な形をした系であり、その種類の分岐を起こす一般的な系は分岐点近傍において標準形に変換できる。連続力学系におけるトランスクリティカル分岐の標準形は、次の1次元常微分方程式で与えられる。
{\displaystyle {\frac {dx}{dt}}=f(x,\mu )=\mu x\mp x^{2}}
ここで、t ∈ ℝ は独立変数で時間を意味し、x ∈ ℝ は従属変数で状態変数を意味する。μ ∈ ℝ は時間に依らない係数で、系のパラメータである。以下、簡単のため、f(x, μ) を f(x) とも記す。
上式の右辺第2項の符号が負である場合はスーパークリティカル（超臨界）な分岐と呼ばれ、符号が正である場合はサブクリティカル（亜臨界）な分岐と呼ばれる。ここでは、上式の右辺第2項の符号が負である場合を考える。ベクトル場の固定点（平衡点）とは、
{\displaystyle {\frac {dx}{dt}}=0}
を満たす点 x のことで、固定点では系は定常状態にある。固定点を x* で表すとすれば、トランスクリティカル分岐の標準形の固定点は、x* = 0 と x* = μ の2つである。x-y 平面で考えると、y = f(x) の曲線が x 軸と交わる箇所が固定点である。μ を変化させると、f(x) の曲線は以下の図のように変化する。

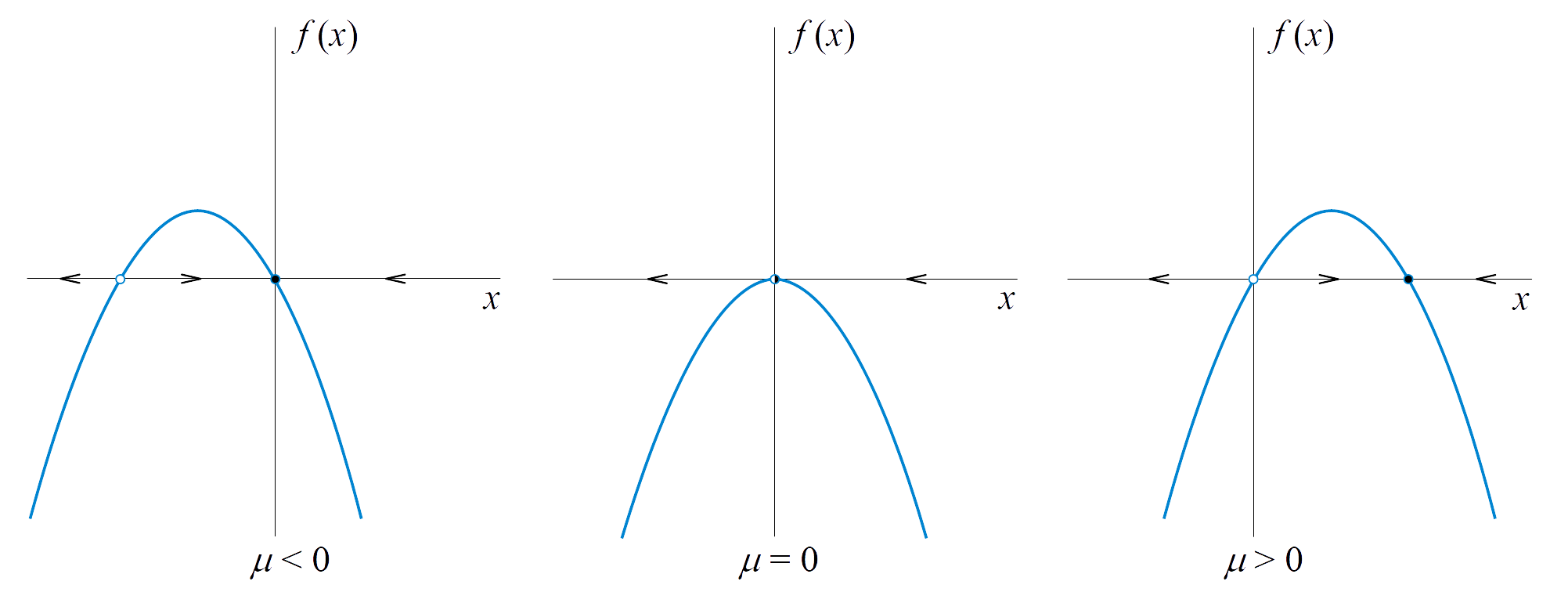
連続力学系の標準形（右辺第2項符号が負の場合）において、パラメータ μ を変化させたときの x-f(x) グラフの様子

パラメータ μ と固定点 x* の変化を整理すると次のようになっている。
- μ < 0 では、x* = μ は不安定固定点、x* = 0 は安定平衡点である。μ を増加させていくと、x* = μ は 0 へ近づいていく。
- μ = 0 では、2つの固定点が衝突、一致して、固定点は x = 0 のみとなる。
- μ > 0 では、再び固定点は2つになり、今度は x* = μ が安定固定点、x* = 0 が不安定固定点になる。

パラメータ μ を独立変数とみなし、μ-x 平面で固定点の様子を描いたものを分岐図という。トランスクリティカル分岐の標準形の分岐図は、以下の図のようになる。

トランスクリティカル分岐の分岐図。左がスーパークリティカルの場合、右がサブクリティカルの場合。

### 離散力学系
離散力学系におけるトランスクリティカル分岐の標準形は、次の1次元写像で与えられる。
{\displaystyle x\mapsto f(x,\mu )=x+\mu x\mp x^{2}}
連続力学系と同じく、ここでは、右辺第3項の符号が負である場合を考える。この写像の固定点（不動点）とは、
{\displaystyle f(x)=x}
を満たす点 x である。連続力学系と同じく固定点を x* で表すと、離散力学系の標準形の固定点は x* = 0 および x* = μ である。x-y 平面で考えると、y = f(x) の曲線が y = x の直線と交わる箇所が固定点である。μ を変化させると、f(x) の曲線は以下の図のように変化する。

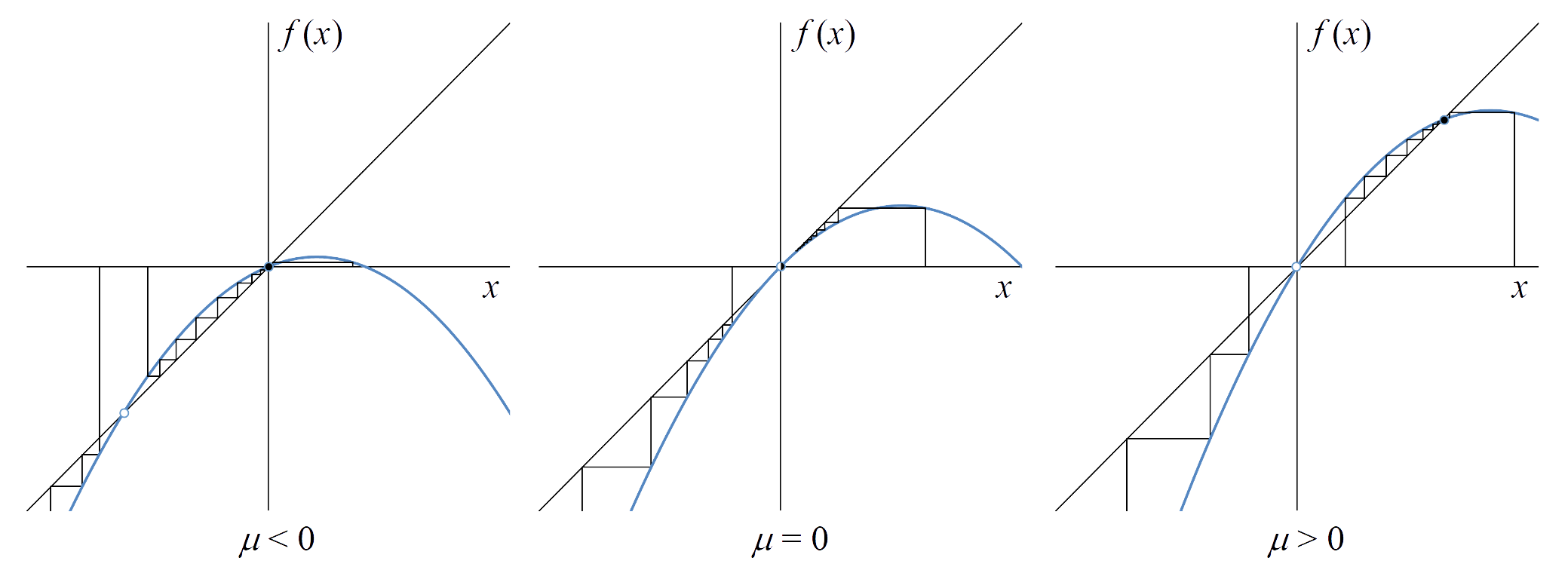
トランスクリティカル分岐の標準形のパラメータ μ を変化させたときの f (x)-x グラフの様子

パラメータ μ と固定点 x* の変化は次のようになっている。
- μ < 0 かつ |μ| ≪ 1 では、x* = μ は不安定固定点、x* = 0 は安定固定点である。μ を増加させていくと、x* = μ は 0 へ近づいていく。
- μ = 0 では、2つの固定点が衝突、一致して、固定点は x = 0 のみとなる。
- μ > 0 かつ |μ| ≪ 1 では、再び固定点は2つになり、今度は x* = μ が安定固定点、x* = 0 が不安定固定点になる。

離散力学系の標準形の分岐図は、連続力学系と同じ形である。

## 一般的条件
標準形に限定されない一般的な力学系において、トランスクリティカル分岐の一般的な発生条件は次のように整理できる。1つのパラメータを持つ一般的な1次元ベクトル場
{\displaystyle {\frac {dx}{dt}}=f(x,\mu ),\ x\in \mathbb {R} ,\ \mu \in \mathbb {R} }
が与えられたとする。ベクトル場 f(x, μ) が固定点 x* = 0 を持ち、さらに以下の条件を満たすとき、分岐値 μc = 0 で f(x, μ) はトランスクリティカル分岐を起こす。
{\displaystyle {\begin{cases}{\dfrac {\partial f(0,\ 0)}{\partial x}}=0\\{\dfrac {\partial f(0,\ 0)}{\partial \mu }}=0\\{\dfrac {\partial ^{2}f(0,\ 0)}{\partial x^{2}}}\neq 0\\{\dfrac {\partial ^{2}f(0,\ 0)}{\partial x\,\partial \mu }}\neq 0\end{cases}}}
上記の一般的条件は (x = 0, μ = 0) に限定されない。分岐点が任意の値の組 (x = x*, μ = μc) でも、(x = x*, μ = μc) で条件が満たされればトランスクリティカル分岐が起きる。
別の見方では次のような定理が成立する。上記の条件を満たす f(x, μ) は、x と μ に適当な変換を施せば、分岐点 (x = 0, μ = 0) 近傍で
{\displaystyle {\frac {dy}{dt}}=ay\pm y^{2}+O(y^{3})}
という形に書き直すことができる。ここで、y は新たな変数、a は新たなパラメータ、O(y3) はランダウの記号である。
離散力学系の場合は次のとおりである。1パラメータ族の一般的な1次元写像
{\displaystyle x\mapsto f(x,\mu )}
が条件
{\displaystyle {\begin{cases}{\dfrac {\partial f(0,\ 0)}{\partial x}}=1\\{\dfrac {\partial f(0,\ 0)}{\partial \mu }}=0\\{\dfrac {\partial ^{2}f(0,\ 0)}{\partial x^{2}}}\neq 0\\{\dfrac {\partial ^{2}f(0,\ 0)}{\partial x\,\partial \mu }}\neq 0\end{cases}}}
を満たすとき、(x = 0, μ = 0) で写像 f(x, μ) はトランスクリティカル分岐を起こす。

## 例

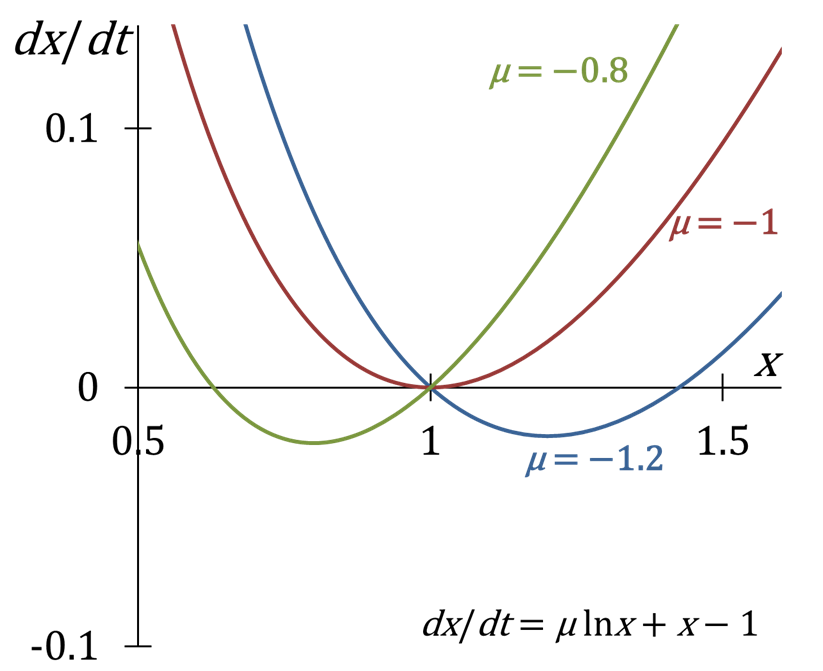
で起きるトランスクリティカル分岐の様子。

次の微分方程式はトランスクリティカル分岐を起こす一例である。
{\displaystyle {\frac {dx}{dt}}=\mu \ln x+x-1}
この系では x = 0 が μ によらず常に固定点となる。分岐値は μc = −1 で、(x = 0, μ = −1) でトランスクリティカル分岐が起こる。
次の写像は離散力学系でトランスクリティカル分岐を起こす一例で、ロジスティック写像として知られる
{\displaystyle x\mapsto \mu x(1-x)}
この系でも x = 0 が μ によらず常に固定点である。分岐値は μc = 1 で、(x = 0, μ = 1) でトランスクリティカル分岐が起こる。
一般に、連続力学系の周期軌道の問題は、ポアンカレ写像によって次元を1つ減らした離散力学系の問題に帰着できる。周期軌道のポアンカレ写像がトランスクリティカル分岐が起こす場合は、元の相空間上では2つの安定・不安定な周期軌道が衝突・通過し、安定性が入れ替わるような挙動となる。